# Kraków rankiem
Kraków rankiem – obraz olejny namalowany przez polskiego malarza Juliana Fałata w 1897 roku.
Obraz przedstawia fragment oglądanego z góry pejzażu z dominującą sylwetką Baszty Stolarzy, za którą we mgle rysuje się bryła Kościoła Mariackiego w Krakowie.
Obraz znajduje się w zbiorach Muzeum Narodowego w Warszawie.